# Echinococcus oligarthrus
Echinococcus oligarthrus е паразитен плосък червей от род Echinococcus с крайни гостоприемници различни видове южноамерикански хищници и междинни различни видове едри гризачи. Един от петте причинителя на заболяването ехинококоза, като ларвния стадий причинява поликистната форма на заболяването.

## Морфологични особености
Ростелумът има два реда кукички с дължина 28 – 60 μm, два пъти по-дълги от тези на Echinococcus multilocularis. Стробилата е с дължина 2,9 mm и притежават три членчета – стерилно, хермафродитно и зряло. Зрялото обикновено надхвърля половината от общата дължина на паразита.

## Жизнен цикъл
Видът е типичен неотропически представител на безгръбначната фауна. Крайни гостоприемници, в които израстват половозрелите форми са пума, ягуар, ягуарунди, оцелот, пампасна котка, котка на Жофруа, храстово куче, както и при скитащи домашни кучета. Паразитъте открит и при червен рис в Мексико, а експериментално е доказано, че и домашните котки също могат да бъдат краен гостоприемник. Междинните гостоприемници са агутоподобни гризачи от родовете Cuniculus, Dasyprocta и Dinomys характерни обитатели за Южна и Централна Америка, опосумът Didelphis marsupialis, плъховете Proechimys semispinosus, Proechimys guyannensis, заекът Sylvilagus floridanus и други дребни гризачи. Хората също се заразяват като случаи на опаразитяване са докладвани във Венецуела, Бразилия, Суринам и Индия. Мехурите, които образуват ларвните форми в междинните гостоприемници се откриват предимно във вътрешните органи, подкожните тъкани и мускули. Наподобяват на тези образувани от друг родствен паразит Echinococcus vogeli и не надхвърлят повече от 5 сантиметра в диаметър.